# Набиева, Татьяна Олеговна
Татья́на Оле́говна Наби́ева (род. 21 ноября 1994, Санкт-Петербург, Россия) — российская гимнастка. Чемпионка мира в командном первенстве (2010), чемпионка и серебряный призёр Чемпионата Европы, Победительница Всемирной летней Универсиады 2013 года в Казани в командном первенстве, серебряный призёр Универсиады 2013 года в упражнении на брусьях. 2-х кратная чемпионка и 3-х кратный серебряный призёр Чемпионата Европы среди юниоров (2008), чемпионка и 3-х кратный бронзовый призёр Чемпионата России, неоднократная обладательница и серебряный призёр Кубка России.

## Спортивная карьера

### 2008
Во французском Клермон Ферране на юниорском первенстве Европы 2008 по спортивной гимнастике Татьяна в компании подруг по команде Алии Мустафиной, Анны Дементьевой, Татьяны Соловьёвой и Анастасии Новиковой заняла первое место в командном турнире, набрав 180,625 баллов. Более 10-и (!) баллов им уступили француженки, завоевавшие серебро. При этом результаты российских юниорок (сумма баллов в команде) превысила результаты взрослых соотечественниц на 4,200 балла. В индивидуальных видах многоборья Татьяна также не осталась без наград: она выиграла золото в вольных упражнениях и трижды становилась серебряным призёром — в опорном прыжке, на брусьях и на бревне.

### 2009
На чемпионате России 2009 по спортивной гимнастике в женском многоборье Татьяна завоевала бронзовую медаль, уступив Алие Мустафиной и Ксении Семёновой, а в составе команды Санкт-Петербурга (Ольга Алексеева, Екатерина Крылова, Алина Рыбалова, Ирина Сазонова, Диана Сапронова) спортсменка стала бронзовым призёром.
На Кубке России по спортивной гимнастике Татьяна была второй в опорном прыжке и первой в упражнении на брусьях.
На Всемирной Гимназиаде в катарской Дохе спортсменка завоевала 2 золотые медали (в команде и опорном прыжке), серебро в многоборье и бронзу на брусьях.

### 2010
На Чемпионате России 2010 Татьяна дважды стала бронзовым призёром: в командном первенстве в составе сборной Санкт-Петербурга и опорном прыжке, а также стала Чемпионкой России в упражнении на брусьях.
На Чемпионате Европы 2010 по спортивной гимнастике в Бирмингеме (Великобритания) Татьяна вместе с Ксенией Семёновой, Анной Мыздриковой, Екатериной Курбатовой, Алиёй Мустафиной завоевали золото, набрав 169,700 баллов и выиграла бронзовую медаль в опорном прыжке, уступив соотечественнице Екатерине Курбатовой и француженке Юне Дюфорне.
На московском этапе Кубка мира Таня приняла участие в двух финалах. На брусьях она первенствовала, а в опорном прыжке стала третьей.
В рамках подготовки к чемпионату мира в Роттердаме сборная России приняла участие в розыгрыше Открытого кубка Японии. Татьяна, Алия Мустафина , Анна Дементьева, Рамиля Мусина и Ксения Афанасьева обыграли ближайших соперниц — гимнасток Японии — на четыре балла (173,850 и 169,850 соответственно).
На отборочных соревнованиях на чемпионат мира — Кубке России — Татьяна в финале многоборья стала 6-й, хотя в квалификации с 59.151 балла была второй, уступая только лидеру сборной Алие Мустафиной. В финале упражнений на брусьях она стала серебряным призёром, а в опорном прыжке выиграла.
В октябре 2010 года Татьяна дебютировала на чемпионате мира, где вместе с подругами по команде одержала историческую победу в командном первенстве, а в финале многоборья финишировала 7-й.

## Тренерская карьера
В 2017 году, после приглашения президента дагестанской федерации спортивной гимнастики Гаджимурада Магомедова, начала тренировать детей в Махачкале. С 2020 года тренирует детей в академии гимнастики в Каспийске.

## Результаты выступлений
| Год  | Турнир                                        | Место проведения | Вид программы        | Место (финал) | Очки (финал) | Место (квалиф.) | Очки (квалиф.) |
| ---- | --------------------------------------------- | ---------------- | -------------------- | ------------- | ------------ | --------------- | -------------- |
| 2010 | XLII чемпионат мира по спортивной гимнастике  | Роттердам        | Командное первенство | 1             | 175.397      | 1               | 234.521        |
| 2010 | XLII чемпионат мира по спортивной гимнастике  | Роттердам        | Многоборье           | 7             | 57.298       | 8               | 57.565         |
| 2010 | XLII чемпионат мира по спортивной гимнастике  | Роттердам        | Опорный прыжок       | 5             | 14.599       | 6               | 14.566         |
| 2011 | IV чемпионат Европы по спортивной гимнастике  | Берлин           | Опорный прыжок       | 4             | 14.287       | 7               | 14.500         |
| 2011 | IV чемпионат Европы по спортивной гимнастике  | Берлин           | Разновысокие брусья  | 2             | 15.075       | 3               | 15.375         |
| 2011 | XLIII чемпионат мира по спортивной гимнастике | Токио            | Командное первенство | 2             | 175.329      | 2               | 231.062        |
| 2011 | XLIII чемпионат мира по спортивной гимнастике | Токио            | Разновысокие брусья  | 2             | 15.000       | 5               | 14.883         |
| 2011 | XLIII чемпионат мира по спортивной гимнастике | Токио            | Опорный прыжок       | 6             | 14.349       | 7               | 14.224         |
| 2013 | XXVII Всемирная летняя Универсиада            | Казань           | Командное первенство | 1             | 175.500      | 1               | 175.500        |
| 2013 | XXVII Всемирная летняя Универсиада            | Казань           | Разновысокие брусья  | 2             | 14.525       | 2               | 14.400         |
| 2014 | XLIV чемпионат мира по спортивной гимнастике  | Наньнин          | Командное первенство | 3             | 171.462      | 3               | 228.135        |

## Награды и звания
- Заслуженный мастер спорта России (1 ноября 2010)[9]
- Мастер спорта России международного класса (6 ноября 2009)[10]
- Почётная грамота Президента Российской Федерации (19 июля 2013 года) — за высокие спортивные достижения на XXVII Всемирной летней универсиаде 2013 года в городе Казани[11]

## Личная жизнь
Отец Набиевой родился в Хивском районе Дагестана, по национальности — табасаранец. Сестра отца — Энфизат живёт в Хивском районе. Младший брат отца — Якуб живёт в Хивском районе.  
Мама Набиевой — Набиева Наталья Васильевна родилась в Санкт-Петербурге г. Пушкин. 
Татьяна начала свою спортивную карьеру в возрасте 5-ти лет, у  заслуженных тренеров России — Киряшовых Александра Васильевича и Веры Иосифовны. Вот уже на протяжении 22-х лет они  идут по спортивному пути вместе. 